# 郭增恺
郭增愷（1902年—1989年7月2日），直隸省順天府東安縣（今河北廊坊市安次區）人，中国近代政治人物。1965年任第四屆全國政協委員（特别邀请人士）。1975年当选第四届全国人大广东省代表、1977年当选第五届全国人大广东省代表，1980年补选为第五届全国人大常委会委员。1982年任第六届全国政协常务委员。

## 生平
1919年因参加五四运动被北京师范学校开除。1920年加入李大钊创办的“工读互助团”。后任冯玉祥秘书、西北通讯社社长。1933年到杨虎城处任西安绥靖公署（第十七路军）参议。又被杨虎城推荐给宋子文任全国经济委员会西北专员。1936年春因东北军主张抗日的小册子《活路》在第十七路军总部印刷所秘密印刷时被举报给西北剿总情报处长江雄风复兴社西北区区长，西北剿总参谋长晏道刚召集陕西省会公安局局长马志超（秘密身份为军统陕西站站长）、剿总政训处长曾擴情等商议，怀疑是第十七路军参议郭增恺所为，于是5月12日密捕后送押南京宪兵司令部。西安事变爆发后，12月17日由宋子文保释出狱，任宋的秘书，12月29日随宋飞赴西安斡旋放蒋。12月25日随蒋、宋氏姐弟由西安飞南京后，被送入军统关押。抗战爆发后在宋子文斡旋下获释。被胡宗南聘为第十七军团顾问，软禁在西安。抗战胜利后任宋子文秘书、上海招商局顾问、广东省政府顾问。1947年任香港《星岛日报》顾问。1948年从事专栏写作。1980年从香港到北京定居。1980年9月10日第五届全国人大第三次会议补选为第五届全国人民代表大会常务委员会委员。

## 著作
- 《一个没有交代清楚的问题——西安事变十八周年感言》，1955年在香港《热风》杂志连载。
- 《西安事变三忆》，澳门大地出版社1962年版。